# Spritmuseum

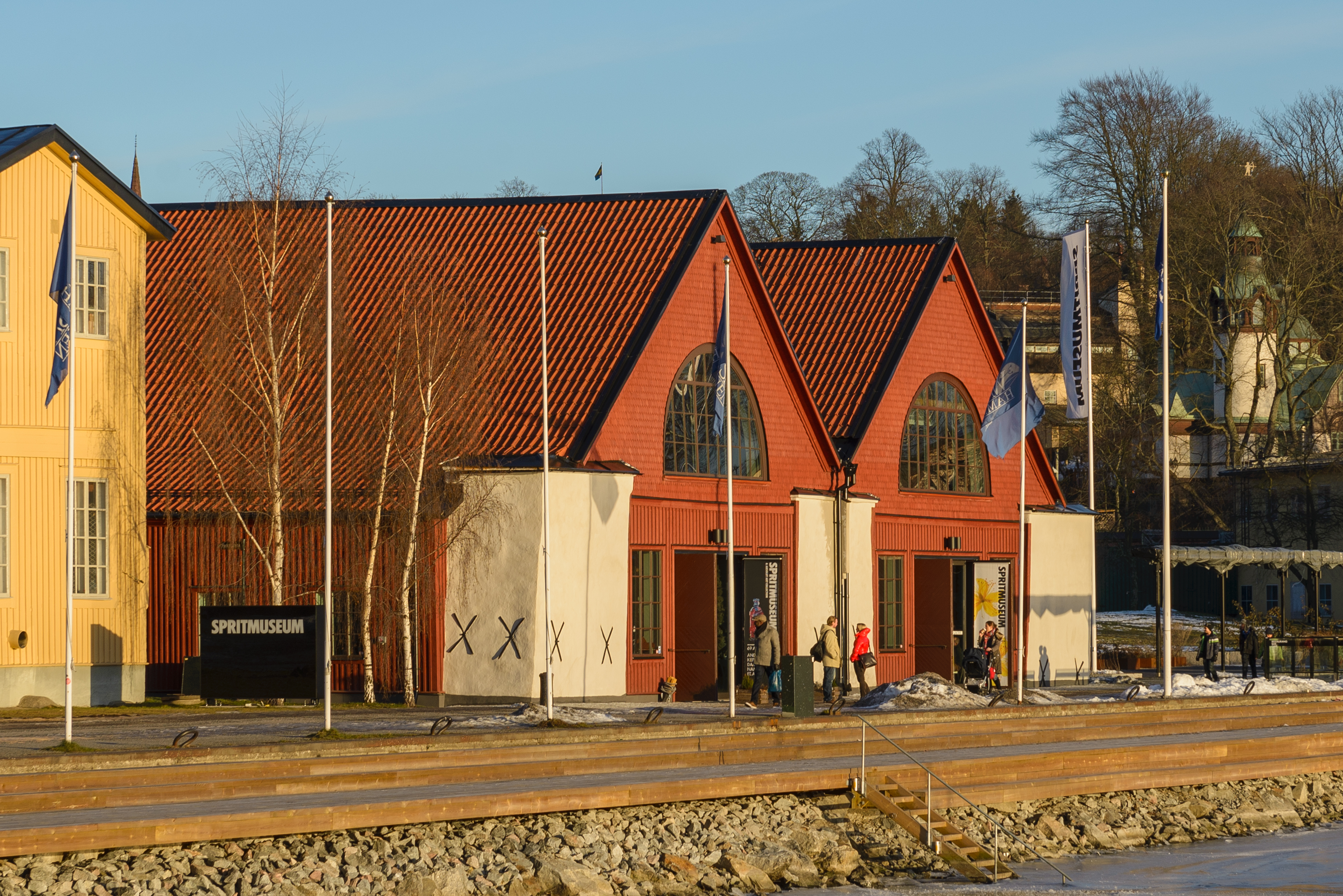
Bootshäuser des Spritmuseums, 2016

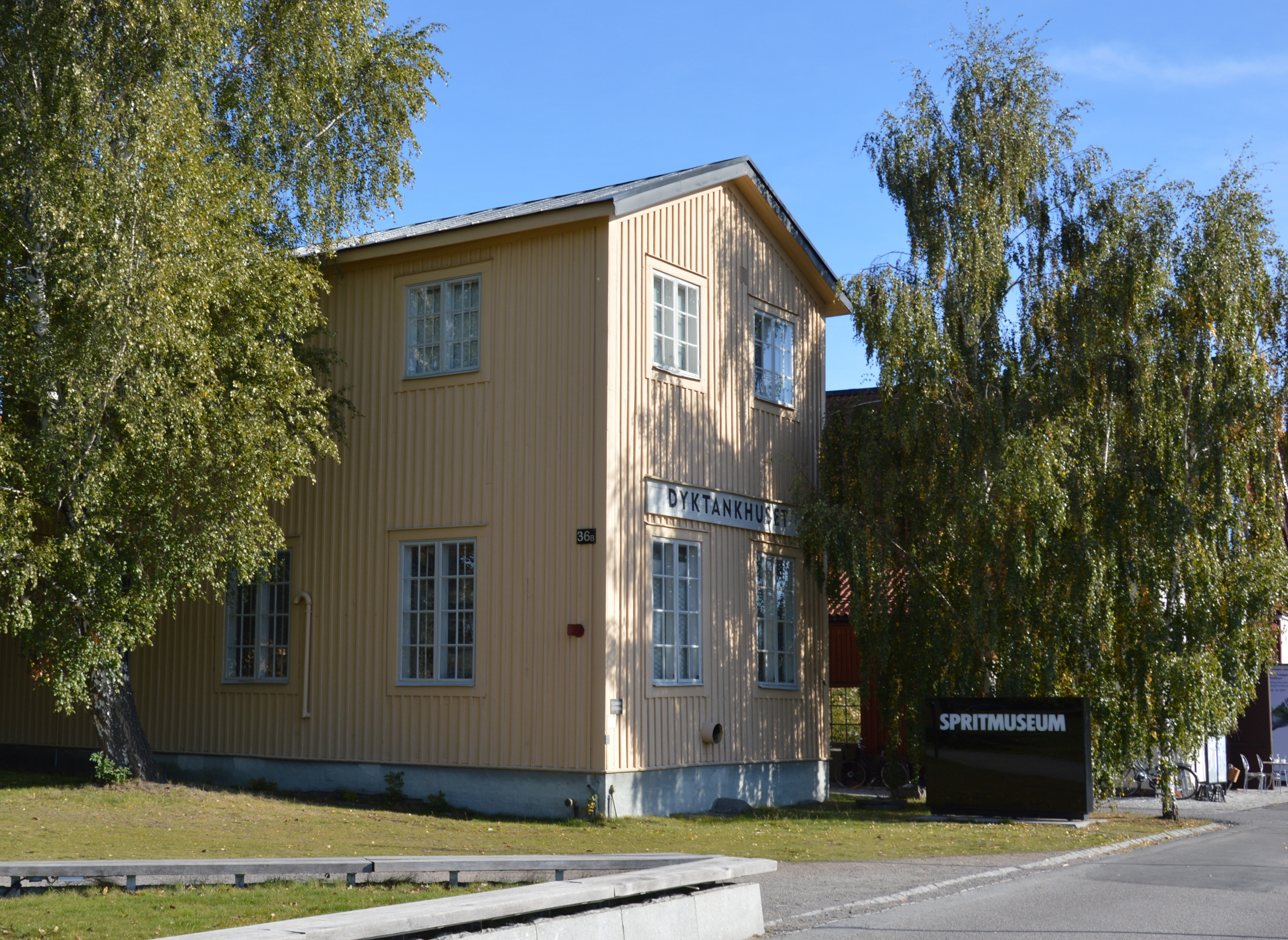
Schriftzug SPRITMUSEUM vor dem Dyktankhuset

Das Spritmuseum ist ein Museum in Stockholm. Es liegt an der Westseite der zur schwedischen Hauptstadt gehörenden Insel Djurgården im Stadtbezirk Östermalm an der Adresse Djurgårdsvägen 38. Unmittelbar westlich befindet sich das Dyktankhuset.

## Einrichtung und Geschichte
Das 1967 eröffnete Museum beschäftigt sich mit dem Thema Alkohol und der Bedeutung des Alkohols im Alltag und für Schweden. Interaktive Exponate des Spritmuseums befassen sich auch mit unterschiedlichen Zuständen des menschlichen Körpers beim Betrunkenwerden.
Ursprünglich befand sich das Museum an einem anderen Standort und wurde im Mai 2012 an seinem heutigen Standort eröffnet. Untergebracht ist das Museum in einem in den 1750er Jahren nach venezianischem Vorbild von Architekt Carl Hårleman errichteten denkmalgeschützten Bootshaus. Die Bootshäuser dienten zur Unterbringung von Schiffen der königlichen Marine. Von den ursprünglich 30 in Djurgården errichteten, als Galärskjulen bezeichneten Bootshäusern sind nur zwei erhalten.